# Abenójar
Abenójar és un municipi de la província de Ciudad Real, a la comunitat autònoma de Castella-La Manxa. Es troba a l'oest del Campo de Calatrava, entre els Montes de Toledo i el Valle de Alcudia. Limita amb Saceruela i Luciana al Nord, Los Pozuelos i Cabezarados a l'est, Almodóvar del Campo al sud, i Almadén i Almadenejos a l'oest.